# Lisa Farthofer
Lisa Farthofer (* 10. August 1991 in Vöcklabruck) ist eine österreichische Ruderin.

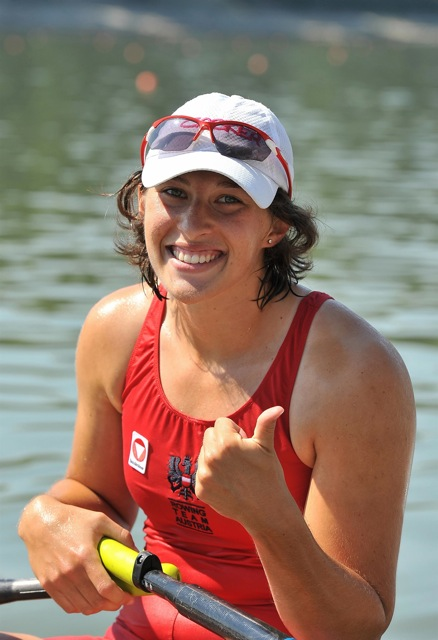
Lisa Farthofer im W1x bei der Ruder-WM in Ottensheim 2013

## Erfolge
- Juniorinnen Weltrekord am Ruderergometer Concept2 auf 1000m – Lentia City 2005
- Junior World Championships – Amsterdam 2006 – Doppelzweier – Silber[1]
- Junior World Championships – Beijing 2007 – Doppelzweier – Bronze[1]
- Junior World Championships – Linz 2008 – Doppelzweier – Silber[1]
- European Championships – Athens 2008 – Doppelvierer – 5. Platz[1]
- Junior World Championships – Brive-la-Gaillarde 2009 – Einer – 6. Platz[1]
- U23 World Championships  – Amsterdam 2011 – Doppelzweier – Bronze[1]
- U23 World Championships – Trakai 2012 – Doppelzweier – Gold[1]
- European Championships – Varese 2012 – Doppelvierer – 5. Platz[1]
- U23 World Championships – Linz 2013 – Einer – 6. Platz[1]
- Guinness Worlds First  – „Erste Frau die am Südpazifik gerudert ist“[2]
- Guinness Worlds First – „Erste Frau die auf offenen antarktischen Gewässern gerudert ist“[3]